# Kompaniets svarta får
Kompaniets svarta får (engelska: Private's Progress) är en brittisk komedifilm från 1956 i regi av John Boulting.
Filmen bygger på Alan Hackneys roman med samma namn.

## Handling
Studenten Stanley Windrush blir inkallad under andra världskriget. Han visar sig snabbt vara ett hopplöst soldatämne men hans onkel, general Tracepurcel engagerar Stanley och hans förslagne kompis Cox i ett skumt uppdrag att stjäla tillbaka konstskatter som tyskarna lagt vantarna på i ockuperade länder.

## Rollista i urval
- Richard Attenborough - menige Cox
- Dennis Price - general Bertram Tracepurcel
- Terry-Thomas - major Hitchcock
- Ian Carmichael - menige Stanley Windrush
- Peter Jones - Arthur Egan
- William Hartnell - sergeant Sutton
- Thorley Walters - kapten Bootle
- Jill Adams - Prudence Greenslade
- Ian Bannen - menige Horrocks
- Victor Maddern - menige George Blake
- Kenneth Griffith - menige Dai Jones
- George Coulouris - Padre
- Miles Malleson - mr Windrush Sr.
- Michael Trubshawe - överste Fanshawe
- Ronald Adam - läkaren
- John Le Mesurier - psykiatern
- Christopher Lee - (ej krediterad)